# Guillermo Toledo
Pour les articles homonymes, voir Toledo.
Guillermo Toledo, né le 22 mai 1970 à Madrid, est un acteur espagnol.

## Filmographie
- 2001 : Le Vieux qui lisait des romans d'amour
- 2001 : Intacto : Horacio
- 2002 : El otro lado de la cama (l’autre côté du lit) de Emilio Martínez Lázaro : Pedro
- 2003 : Al sur de Granada de Fernando Colomo : Paco
- 2003 : Galindez (El Misterio Galíndez) de Gerardo Herrero : Ricardo
- 2004 : Le Crime farpait (Crimen ferpecto) d'Alex de la Iglesia : Rafael
- 2005 : Tellement proches ! (Seres queridos) de Dominic Harari et Teresa Pelegri: Rafi
- 2005 : Los dos lados de la cama (les deux côtés du lit) de Emilio Martínez Lázaro : Pedro, suite du film de 2002
- 2006 : El Síndrome de Svensson de Kepa Sojo
- 2007 : ¿Quién dice que es fácil? de Juan Taratuto : Dr. Heinze
- 2007 : Salir pitando de Álvaro Fernández Armero : José Luis
- 2007 : ¡¡¡Todas!!! de José Martret (court-métrage)
- 2008 : Santos de Nicolás López : Antropomosco
- 2016 : La reina de España de Fernando Trueba

## Anecdote
Il a joué dans une publicité pour le jeu World of Warcraft en tant que Paladin.